# Captain and Tennille
Captain and Tennille est un duo musical pop américain, constitué de Daryl Dragon (en) (« Captain », né le 27 août 1942 à Los Angeles et décédé le 2 janvier 2019) et de Toni Tennille (en) (Catherine Antoinette Tennille, née le 8 mai 1943 à Montgomery (Alabama)). Ils ont notamment connu le succès en 1975, avec la chanson Love Will Keep Us Together, dont le single s'est vendu à plus de deux millions et demi d'exemplaires, a remporté le Grammy Award de l'enregistrement de l'année et a été nommé pour le Grammy Award de la chanson de l'année,.

## Vie privée
Daryl Dragon et Toni Tennille étaient mari et femme. Ils ont divorcé le 16 janvier 2014 après trente-neuf années de mariage, mais ont continué à travailler ensemble occasionnellement.

## Discographie

### Albums
| Année | Album                                                                              | Certification RIAA | US 200 | Label              |
| ----- | ---------------------------------------------------------------------------------- | ------------------ | ------ | ------------------ |
| 1975  | Love Will Keep Us Together                                                         | Gold               | 2      | A&M                |
| 1976  | Por Amor Viviremos D                                                               |                    |        | A&M                |
| 1976  | Song of Joy (en)                                                                   | Platinum           | 9      | A&M                |
| 1977  | Come In from the Rain (en)                                                         | Gold               | 18     | A&M                |
| 1977  | Greatest Hits                                                                      | Gold               | 55     | A&M                |
| 1978  | Dream (en)                                                                         |                    | 131    | A&M                |
| 1979  | Make Your Move (en) A                                                              | Gold               | 23     | Casablanca         |
| 1980  | Keeping Our Love Warm (en)                                                         |                    | —      | Casablanca         |
| 1980  | 20 Greatest Hits                                                                   |                    | —      | Music for Pleasure |
| 1981  | Scrapbook                                                                          |                    | —      | Spectrum           |
| 1982  | More Than Dancing (en) B                                                           |                    | —      | Wizard             |
| 1993  | A&M Gold Series: Captain and Tennille                                              |                    | —      | A&M                |
| 1995  | Twenty Années of Romance                                                           |                    | —      | Nouveau            |
| 1997  | Captain and Tennille                                                               |                    | —      | Arcade             |
| 1998  | A&M Digitally Remastered Best                                                      |                    | —      | A&M                |
| 2001  | Ultimate Collection                                                                |                    | —      | Hip-O              |
| 2002  | More Than Dancing … Much More C                                                    |                    | —      | Raven              |
| 2005  | 20th Century Masters - The Millennium Collection: The Best of Captain and Tennille |                    | —      | Universal          |
| 2005  | Songs of Joy: The Complete Captain and Tennille Collection                         |                    | —      | R2 Entertainment   |
| 2007  | The Secret of Christmas (en)                                                       |                    | —      | RetroActive        |

(A) Également classé n°33 au Royaume-Uni.
(B) Sorti en Australie uniquement.
(C) Ré-édition mondiale en 1982, avec des titres bonus, d'un album australien.
(D) Version espagnole de Love Will Keep Us Together (1975 LP).

### Singles
| Année | Singles                                   | Certification RIAA | Hot 100 | AC | Country | R&B | UK Pop |
| ----- | ----------------------------------------- | ------------------ | ------- | -- | ------- | --- | ------ |
| 1975  | Love Will Keep Us Together                | Gold               | 1       | 1  | —       | —   | 32     |
| 1975  | Por Amor Viviremos                        |                    | 49      | —  | —       | —   | —      |
| 1975  | The Way I Want to Touch You               | Gold               | 4       | 1  | —       | —   | 28     |
| 1976  | Lonely Night (Angel Face)                 | Gold               | 3       | 1  | —       | —   | —      |
| 1976  | Shop Around                               | Gold               | 4       | 1  | —       | —   | —      |
| 1976  | Muskrat Love                              | Gold               | 4       | 1  | —       | —   | —      |
| 1977  | Can't Stop Dancin'                        |                    | 13      | 12 | —       | —   | —      |
| 1977  | Come in From the Rain                     |                    | 61      | 8  | —       | —   | —      |
| 1977  | Circles                                   |                    | —       | 9  | —       | —   | —      |
| 1978  | I'm on My Way                             |                    | 74      | 6  | 97      | —   | —      |
| 1978  | You Never Done It Like That               |                    | 10      | 14 | —       | —   | 63     |
| 1978  | You Need a Woman Tonight                  |                    | 40      | 17 | —       | —   | —      |
| 1979  | Do That to Me One More Time               | Gold               | 1       | 4  | —       | 58  | 7      |
| 1980  | Love on a Shoestring                      |                    | 55      | —  | —       | —   | —      |
| 1980  | Happy Together (Fantasy)                  |                    | 53      | 27 | —       | —   | —      |
| 1980  | This Is Not the First Time                |                    | —       | —  | —       | —   | —      |
| 1981  | Keeping Our Love Warm                     |                    | —       | —  | —       | —   | —      |
| 2007  | I Want a Hippopotamus for Christmas       |                    | —       | —  | —       | —   | —      |
| 2007  | It's the Most Wonderful Time of the Année |                    | —       | —  | —       | —   | —      |

### DVD
- The Ultimate Collection (2005)
- The Christmas Show (2007)
- Captain and Tennille in New Orleans (2007)
- Captain and Tennille in Hawaii (2007)
- Songbook (2007)